# فيليتسيا بارتون
فيليتسيا بارتون (بالإنجليزية: Felicia Barton)‏ هي مغنية مؤلفة ومغنية وملحنة أمريكية، ولدت في 6 مارس 1982 في فرجينيا بيتش في الولايات المتحدة.

## وصلات خارجية
- فيليتسيا بارتون على موقع IMDb (الإنجليزية)
- فيليتسيا بارتون على موقع ميوزك برينز (الإنجليزية)
- فيليتسيا بارتون على موقع أول ميوزيك (الإنجليزية)
- فيليتسيا بارتون على موقع ديسكوغز (الإنجليزية)
- فيليتسيا بارتون على موقع قاعدة بيانات الفيلم (الإنجليزية)